# تام کوچل
تام کوچل (انگلیسی: Thomas "Tom" Henry Kuchel; زاده ۱۵ اوت ۱۹۱۰ – درگذشته ۲۱ نوامبر ۱۹۹۴) سناتور سابق عضو جمهوری‌خواه بود. وی در سال ۱۹۵۳ تا ۱۹۶۹ میلادی سناتور ایالت کالیفرنیا در سنای ایالات متحده آمریکا بود.